# Ле-Сетваллон
Ле-Сетваллон (фр. Les Septvallons) — муніципалітет у Франції, у регіоні О-де-Франс, департамент Ена. Ле-Сетваллон утворено 1 січня 2016 року шляхом злиття муніципалітетів Гленн, Лонгваль-Барбонваль, Мерваль, Перль, Ревійон, Восере i Віллер-ан-Преєр. Адміністративним центром муніципалітету є Лонгваль-Барбонваль. Населення — 1215 осіб (01.01.2021).